# Єлісєєв Костянтин Петрович
Костянтин Петрович Єлісєєв (нар. 14 вересня 1970, Красноармійськ, Донецька область, Українська РСР, СРСР) — український дипломат. Надзвичайний і Повноважний Посол України. Заступник Міністра закордонних справ України (2007—2010). Представник України при Європейському Союзі (2010—2015).
Заступник голови Адміністрації Президента України (з 15.07.2015 до 16.05.2019).

## Життєпис
Народився 14 вересня 1970 в Красноармійську (нині Покровськ), Донецька область.
У 1992 закінчив Інститут міжнародних відносин Київського національного університету імені Тараса Шевченка. Спеціаліст з міжнародних відносин, референт перекладач французької мови. Володіє французькою та англійською мовами.
З березня 1992 по січень 1993 — аташе групи Колегії МЗС України.
З січня 1993 по лютий 1993 — аташе, третій секретар відділу міжнародних організацій МЗС України.
З серпня 1993 по червень 1994 — третій секретар відділу політичних питань ООН та її спеціальних установ Управління міжнародних організацій МЗС України.
З червня 1994 по вересень 1997 — третій, другий секретар Постійного представництва України при ООН.
З вересня 1997 по березень 1999 — другий, перший секретар Посольства України у Французькій Республіці.
З березня 1999 по листопад 2000 — головний консультант відділу двостороннього співробітництва Головного управління з питань зовнішньої політики Адміністрації Президента України.
З листопада 2000 по січень 2004 — директор Кабінету Міністра закордонних справ України.
З січня 2004 по жовтень 2007 — заступник Представника України при Європейському Союзі.
З жовтня 2007 по червень 2010 — заступник Міністра закордонних справ України.
30 листопада 2007 призначений Головою делегації України на переговорах з ЄС щодо укладення Угоди про Асоціацію.
З 29 червня 2010 по 15 липня 2015 — Представник України при Європейському Союзі та Європейській спільноті з атомної енергії.
З 10 серпня 2010 — член делегації України на переговорах з ЄС щодо укладення Угоди про Асоціацію.
13 травня 2013 — призначений Уповноваженим України з питань зовнішньополітичних та інтеграційних процесів.
15 липня 2015 — призначений Заступником Глави Адміністрації Президента України.
16 травня 2019 року увільнений зі займаної посади.
З липня 2019 року є Головою ГО «Центр нових рішень».
У січні 2020 року назвав Томос про автокефалію ПЦУ катастрофою тисячоліття для Росії.

## Нагороди
- Орден «За заслуги» III ст. (19 червня 2017) — за значний особистий внесок у реалізацію євроінтеграційних прагнень України, запровадження Європейським Союзом безвізового режиму, зміцнення міжнародного авторитету держави, багаторічну плідну працю та високий професіоналізм[9]
- Орден «За заслуги» II ст. (4 травня 2019) — за значний особистий внесок у державне будівництво, соціально-економічний, культурно-освітній розвиток України, вагомі трудові здобутки та високий професіоналізм[10]